# LAS VEGAS
『LAS VEGAS』（ラス ベガス）は、2007年10月31日に発売された鬼束ちひろの4枚目のオリジナルアルバム。

## 解説
小林武史プロデュース第3弾作品。作品のキャッチコピーは『すべての光と影のために』。2007年8月15日にオフィシャルホームページで配信されたMAIL NEWSの第2号が、このアルバムの発売告知であった。オリジナルアルバムとしては、2002年12月11日にリリースされた3rdアルバム『Sugar High』以来、実に約4年10ヶ月振りのリリースとなる。
タイトルは、3rdアルバム『Sugar High』の制作時には既に次回のアルバムのタイトルとして決めていたという。アルバム全体を通して旅をイメージして制作しており（ちなみに本人は旅は嫌いであるという）、カントリー・バラード・ロック・ポップス・賛美歌などこれまでの作品には見られなかったほど楽曲のジャンルが多彩でバラエティに富んだ仕上がりになっている。これはアルバム制作段階の、2007年5月のYahoo!ミュージックマガジンのインタビューで、本人の「赤い歌だったり青い歌だったり黄色い歌だったり、いろんなサウンドがあって、それぞれが立っているアルバムになりそう」というコメントからも示唆している。曲順は主に小林が決定している。作詞に関しては、『BARFOUT!』2007年11月号（TCRC社刊）において、「everyhome」を皮切りとして書き方が変わっていったという主旨のことを話している。
初回盤はDVD付で、シングル曲「everyhome」「僕等　バラ色の日々」のプロモーションビデオに加え、このDVD収録が初出となる「everyhome」のプロモーションビデオ別編集バージョンを収録している。
『ROCKIN'ON JAPAN』（ロッキング・オン社刊）2007年3月号で歌詞の一部が公開され、早い時期から存在が明らかになっていた楽曲「Angelina」や、2002年に行われたライブツアー『CHIHIRO ONITSUKA 'LIVE VIBE 2002'』で披露されたきり長らく未発表となっていた「A Horse and A Queen」（当時のタイトルは「A Horse and Queen」）がそれぞれ初の音源化となる。なお、シングル曲として発表された「育つ雑草」、「everyhome」カップリング収録曲の「秘密」、「僕等　バラ色の日々」カップリング収録曲の「NOW」は本作には収録されていない。ちなみに、「A Horse and A Queen」は東芝EMI（現社名：EMI Music Japan）所属時に、「Rainman」はSony Music Artists所属時にそれぞれ発表されたため、権利上の関係としてブックレットのスペシャルサンクスに各社名の記載がある。
発売2週前の10月17日からは、レコード会社直営♪サウンドにて着うたが全曲配信された。さらにアルバム発売前日の10月30日からは、Yahoo!ミュージック サウンドステーションにおいてアルバム全曲シャッフルオンエア番組が期間限定で開始された。なお同日は鬼束自身27歳の誕生日であり、オフィシャルサイトでは、11月1日にはアルバム発売と27歳の誕生日を記念した祝賀会の模様が、11月3日には鬼束本人による楽曲解説が、それぞれ掲載された。
台湾においては日本より遅れて『拉斯維加斯』のタイトルで11月14日に発売され、11月最終週（発売2週目）の週間チャートで1位を記録した。

## 収録曲
全作詞・作曲：鬼束ちひろ、編曲・音楽プロデュース：小林武史、弦編曲：小林武史・四家卯大、コーラスアレンジ：小林武史・イシイモモコ

### CD
収録内容は初回限定盤・通常盤共に同一である。
1. Sweet Rosemary
2. bad trip
3. 蝋の翼
4. 僕等　バラ色の日々
13thシングル
5. amphibious
6. MAGICAL WORLD（ALBUM Ver.）
12thシングル「everyhome」のカップリング
アルバムバージョンとして再録音
7. A Horse and A Queen
8. Rainman（ALBUM Ver.）
11thシングル「育つ雑草」のカップリング
アルバムバージョンとして再録音
9. Angelina
10. BRIGHTEN US
11. everyhome
12thシングル

### DVD
初回限定盤のみに付属している。
1. everyhome -Music Video- (version 1)
ディレクターは牧鉄馬。ピアノ演奏で小林武史が出演している。
2. everyhome -Music Video- (version 2)
ディレクターは名取哲。本作が初出となる。version 1とは異なり、鬼束の歌唱シーンのアップで主に構成されている。
3. 僕等　バラ色の日々 -Music Video-
ディレクターは井上強。井上がディレクターを務めるのは、2001年の「眩暈」以来となる。

## 楽曲解説
Sweet Rosemary
カントリーを基調とした楽曲。映画『ギルバート・グレイプ』をモチーフとして書いた曲であり、本人曰く「このアルバムの中心になると考える曲」であるという。また、普遍的な歌詞を書いていきたいという願望に近付けた曲であるという。小林武史がこの曲を1曲目に決定した時、鬼束はそれを見据えていたように納得したという。
bad trip
映画『スパン』を見て書かれたというバラード。本人曰く、「（音楽監督を担当した）スマッシング・パンプキンズのビリー・コーガンだったらこういう曲を書くだろう」というイメージで書かれた。全編英語詞。
蝋の翼
ギリシャ神話のイカロスをモチーフにして作られた曲。ポップス的要素を押し出したバンドサウンドになっている。編曲が加わる前の原曲の段階で、既に明るいイメージだったという。
amphibious
本人曰く「小林武史の編曲が衝撃的だった」というロックナンバー。タイトルの意味は、人間に使う場合「二重人格」として使われるが、本人は「両性具有」の意味をもって書いたという。
MAGICAL WORLD
アルバムバージョンとして再録音。ボーカル・ピアノ・チェロの構成だったシングルバージョンに対し、ストリングスとパーカッションが加わっている。
A Horse and A Queen
21歳の時に作った曲。2002年に行われたライブツアー『CHIHIRO ONITSUKA 'LIVE VIBE 2002'』で初披露され、そのままお蔵入りとなっていた。当時ライブで披露された際はピアノロックを基盤として構成されていたが、本作に収録されるにあたってそれに加えてサックスを新たに取り入れている。
Rainman
アルバムバージョンとして再録音。鬼束自身のピアノ弾き語りだったシングルバージョンに対し、こちらはバンドサウンドで構成されている。また、文法に忠実にするため、和訳を元に一部英語詞を加筆修正した箇所がある。
Angelina
20歳の時に作った曲。このアルバムの中では一番古く作られた。当時は1番のみしかなく、2番以降は後に書き足された。タイトルはアンジェリーナ・ジョリーから付けられた。
BRIGHTEN US
賛美歌をイメージして衝動的に作っていった曲で、全編アカペラで歌唱されている。全編英語詞。英語詞で書かれた「bad trip」や「Rainman」に対して、歌詞のニュアンスは英語詞のままの方が伝わるだろうという本人の意向から、この曲のみ日本語訳詞が付けられていない。

## 演奏
- 小林武史
  - Strings Arrangement, Chorus Arrangement
  - Piano, Keyboards (#1-10)
- キタダマキ (Syrup 16g)：Bass (#3.5.7.8)
- TOKIE：Bass (#9)
- 中村修司：Guitar (#3.5.7.8)
- 高野寛：Guitar (#4)
- 古川昌義：Guitar (#1.3.7.9)
- 椎野恭一：Drums (#3.5.7.8)
- 河村智康：Drums (#9)
- 山本拓夫：Saxophone (#7)
- 藤井珠緒：Percussion (#2.6)
- 四家卯大
  - Strings Arrangement
  - Cello (#2.9)
- 四家卯大ストリングス：Strings (#4.6.8)
- イシイモモコ (ハミングキッチン)
  - Chorus Arrangement
  - Chorus (#1.3.5.6.9)
- 吉田誠、安達練：Computer Programming